# ネッカーツィンメルン
ネッカーツィンメルン (ドイツ語: Neckarzimmern) は、ドイツ連邦共和国バーデン＝ヴュルテンベルク州（北バーデン地方）ネッカー＝オーデンヴァルト郡に属す町村（以下、本項では便宜上「町」と記述する）。

## 地理
ネッカーツィンメルンは、古城街道沿い、ネッカー川の渓谷の標高138mから347mに位置する。町域は、その大半がネッカー川に沿って延びるネッカー＝オーデンヴァルト自然公園に含まれる。北に向かって流れるネッカー川の右岸にあたる。谷底を走る連邦道B27号線のグンデルスハイムとネッカーエルツ（モースバッハの市区）との間に位置する。そのやや上側を鉄道ハイルブロン - ハイデルベルク線が走っている。隣接する市町村は、北から時計回りに、モースバッハ、ビリヒハイム、グンデルスハイム、ハスマースハイムである。

## 歴史

### 名前
元々の名前である"Cimbren"は、古い村の防衛用の建造物に囲まれた部屋のような (zimmermännisch) 構造に由来するのだが、しばしば誤って部族名のキンベル族（KimbernまたはCimbern）に関連づけられている。教会や貴族の石造建造物の近くに現存する、堂々とした決して田舎っぽくない木造建築物がそれである。イェーニッシェンによれば、これらの防衛用の建造物は650年頃のメロヴィング朝に、王の所領行政府によって建設されたという。

### 入植初期
最も古い定住の痕跡は、およそ紀元前3000年頃の新石器時代の埋蔵遺跡である。1933年にネッカー川から石斧が発掘された（カールスルーエ州立博物館蔵）。1935年のネッカーツィンメルン堰の建設時には線帯文土器の小鋤が発掘された。この小鋤は現在モースバッハ郷土博物館に収められている。青銅器時代のものとしては、紀元前1800年頃の槍の穂先が1933年に発掘されている（モースバッハ郷土博物館蔵）。

### ケルト時代とローマ時代
紀元前400年頃のラ＝テーヌ時代の墳墓が見つかっている。これは1829年にブドウ耕作の作業中にホルンベルク城の麓で発見された。ここには多くの人骨と副葬装飾品が埋葬されていた。
かつてのリーメスから約800m離れた「ウンテーレン・アウ」地区とホルンベルク城が含まれるショトックブロンナー・ホーフから2つのローマ時代の「ヴィラ・ルスティカ」（大規模荘園）が発掘、調査が行われた。発見された、大きな器の残骸と思われる多くの陶片は初期のブドウ栽培と関連づけられ、おそらく2世紀頃のものと推定されている。

### 最初の記録まで
この間の事は、解明されていない。既述の通り、集落名の "Cimbren" からメロヴィング朝に防衛施設が建設されたとされている。これは、ノートブルガの伝説とも符合する。632年から633年頃、フランク王ダゴベルト1世がホルンベルク城を居城とし、対立するザーモと和平交渉を行った。Cimbrenに関する最初の記録は、ロルシュ修道院の773年の寄贈証明書である。ネッカーツィンメルンは、"Wingarteibagau"（ヴァインガルテンガウ）に属した。ネッカーツィンメルンは、ローマ時代から途切れることなく、あるいは途切れたとしても短い中断であって、ずっとブドウ栽培が行われていたとも考えられる。修道院は大変に古くからブドウ栽培を奨励し、旧ビリヒハイム修道院はネッカーツィンメルンのブドウ山の共同所有者として登場する。

### 城と領主
1123年に長い間ネッカーツィンメルンを治めたホルンベルク家が、1184年にはホルンベルク城が初めて登場する。1260年から1464年までの間に2ダースもの人物がホルンベルク城を所有したが、その中にはエーレンベルク家やヘルムシュタット家も含まれる。1464年にルッツ・ショット・フォン・シュッテンシュタインがこの城を購入したが、すぐに宮中伯の手に渡った。ルッツの息子、悪名高き盗賊騎士のコンツ・ショット・フォン・ショッテンシュタインは、1504年にこの城を奪い返すし、堅固に拡充をした上で、仲間のゲッツ・フォン・ベルリヒンゲンに売却した。ゲッツは、この城に因んで、これ以後ゲッツ・フォン・ベルリヒンゲン・ツゥ・ホルンベルクと名のり、ベルリヒンゲン家門の新しい家系を創設した。城の拡充や、ブドウ畑の維持を行う領主のための夫役のために何度も争いが起きた。何度も群衆蜂起、裁判所の召喚、皇帝に助けを求める嘆願書などが遺されている。ゲッツの息子は城の増築、改築を進め、その子孫は財政上の問題やネッカーツィンメルン住民の夫役に対する憤懣のために城をハンス・ハインリヒ・フォン・ホイセンシュタムに売却した。さらに1612年には、現在の所有者であるゲンミンゲン男爵に売却された。
三十年戦争の時代には、村と城は皇帝軍によって何度も略奪され荒廃した。1635年にはネッカーツィンメルンをペストが襲った。

### 近代
1879年に鉄道が整備された。
19世紀の初めからネッカーツィンメルンで石膏採掘が始まった。石膏は、第一次世界大戦中に特に集中的に採掘された（1日貨車500両分に及んだ）。隣接するハスマースハイムの帝国硫黄製造工場で戦時に重要となる弾薬製造のための硫黄に精製された。第二次世界大戦では、石膏採掘場にシュヴァインフルトのベアリング工場が移築され、1958年からはドイツ連邦軍が利用している。

### 宗教
16世紀に宗教改革がもたらされて以来、ネッカーツィンメルンではプロテスタントが主流である。第二次世界大戦後流入した難民によってカトリック教徒の比率が約38%にまで上昇した。現在は、プロテスタント教会とローマ・カトリック教会がそれぞれ組織を有している。
この町には、古くから小さなユダヤ人コミュニティがあった。礼拝堂（シナゴーグ）は18世紀にはすでに領主によって撤去された。1873年に、古い建物の基礎の上に新たな二階建ての建物が建設された。1938年11月10日にその建物は、大部分が破壊され、火を付けられた。ナチス・ドイツ時代のユダヤ人迫害によりネッカーツィンメルンに住んでいた29人のユダヤ人のうち、少なくとも12人が命を奪われた。

## 行政

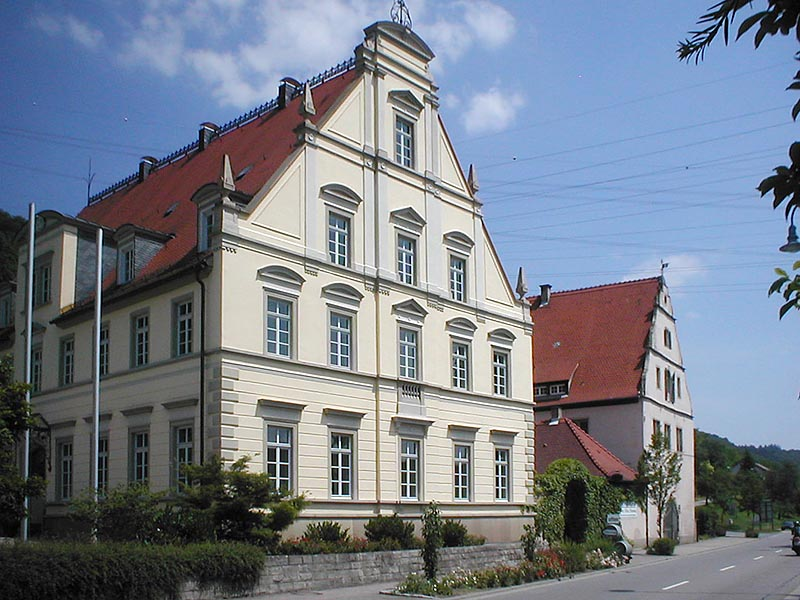
町役場として使われているノイエ・シュロス（新城）

モースバッハ、エルツタール、ネッカーツィンメルン、オプリヒハイムは行政共同体を形成している。

### 議会
この町の議会は10議席からなる。

### 紋章
黒地に、左向き（向かって右向き）の体勢から振り向く金色（黄色）のグリフィン。前足で、5本スポークの銀（白）の車輪をつかんでいる。この紋章の図柄は、19世紀の印章から登場し、バーデン公の紋章で盾を持つグリフィンとベルリヒンゲン家の紋章である5本スポークの車輪から構成されている。

## 経済と社会資本
ドイツ連邦防衛軍は、ホルンベルクの麓に、陸軍および空軍の貯蔵庫を有している。ホルンベルク城ブドウ農園は、バーデン＝ヴュルテンベルク州で最も古いブドウ農園である。ネッカーツィンメルンは、かつてはバーデンのワイン産地に属したが、現在はヴュルテンベルク・ワインの山地に属している。

### 交通
ネッカーツィンメルンの道路網は、ネッカーエルツからシュトゥットガルトへの連邦道B27号線がネッカー渓谷を、したがってこの町を通って走っている。ネッカータール鉄道（ハイデルベルク - バート・フリードリヒスハル＝ヤクストフェルト）の小さな停車場で、ネッカーツィンメルンは鉄道網に接続している。

### レクリエーション施設とスポーツ施設
- キャンプ場 "Cimbria"
- ホルンベルク城へ通じるブドウ畑の中を通る遊歩道・学習路
- ネッカーツィンメルンとモースバッハ＝ネッカーエルツを結ぶ周回遊歩道 "Kulturlandschaft im Wandel der Jahrhunderte"（「文化的景観100年の変遷」）
- バーデン福音派青年会議場は、余暇、学校の合宿、セミナー、会議に頻繁に利用されている。

## 文化と見所

### 建築

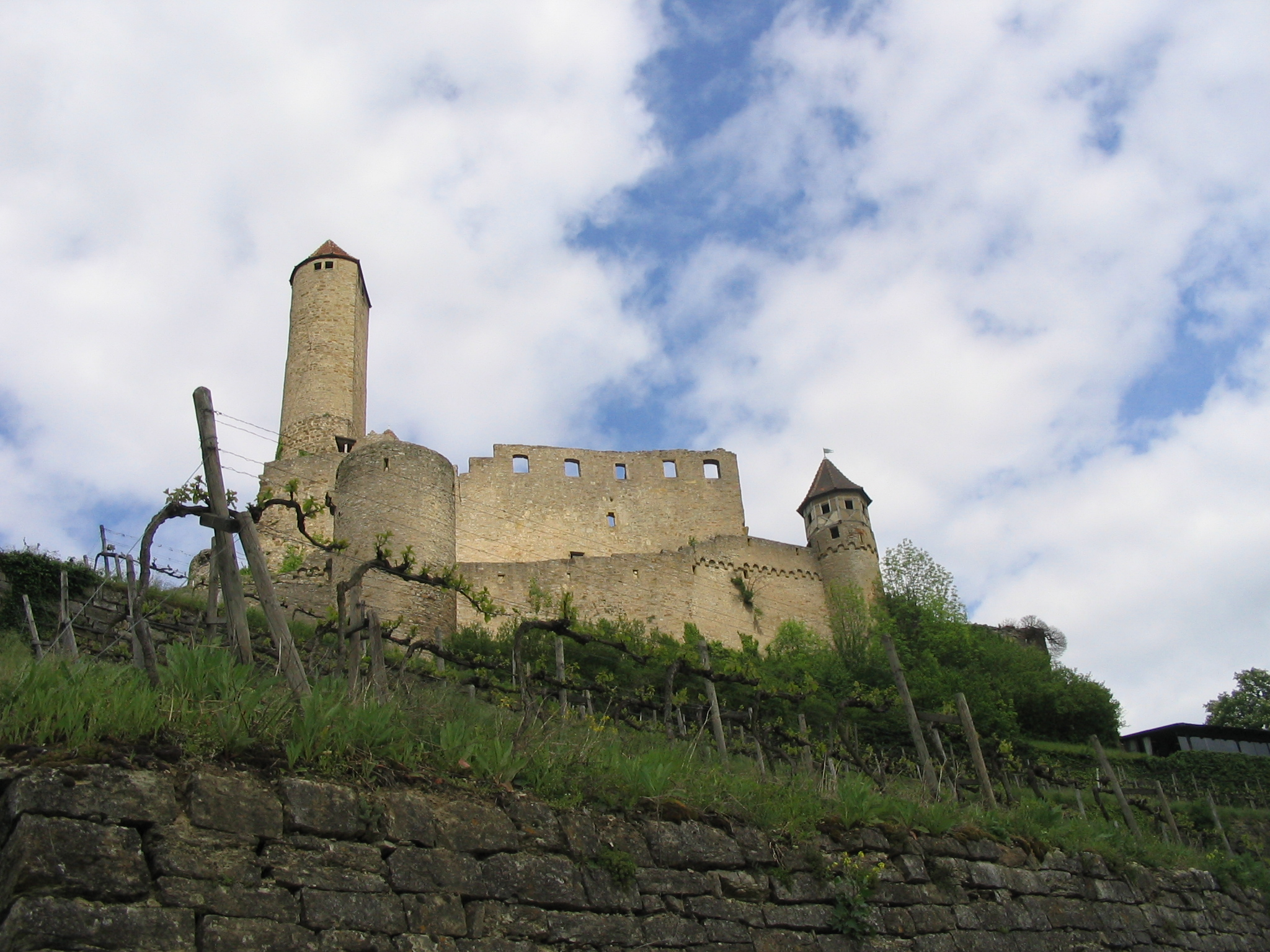
ホルンベルク城

- ホルンベルク城は、ネッカーツィンメルンの象徴であり、ネッカー渓谷で最大にして最も重要な城塞（ゲッツ・フォン・ベルリヒンゲンの城）である。この城は、山頂の狭い場所に建てられているが、元々は2つ別々の建物だったものを、1510年頃に壁でつないだものである。一部が破壊されているオベーレ・ブルク（上の城）には主塔や火薬塔が保存されている。保存状態の良いウンテーレ・シュロス（下の城）には人が住んでいる。城の近くには15世紀の礼拝堂がある。
- ネッカーツィンメルンのノイエ・シュロス（新しい城）は、歴史的な豪華建築であるが、1873年の改修によって現在の姿になり、ゲンミンゲン＝ホルンベルク家の居館として使われた。1932年に城は町に売却され、それ以後町役場として用いられている。ノイエ・シュロスは、隣接するホルンベク城のブドウ畑と歴史的なアンサンブルを構成しており、旧ブドウ搾り所（ワイン製造所、1826年建造）がそこに加わる。
- プロテスタント教会は、この町の歴史的教会である。教会には、多くの、一部は装飾の豊かなゲンミンゲン家の墓碑が保管されている。この他、この教会には戦争記念碑がある。教会の近くには、1994年からゲッツ・フォン・ベルリヒンゲンの泉が稼働している。
- カトリック教会は、町の中心から外れた高台にある近代的な機能建築である。
- 町の中心部、特にヘレンガッセ／ゲスレ地区には多くの歴史的な木組み建築が保存されている。この地区には、その他に近代的な泉がある。

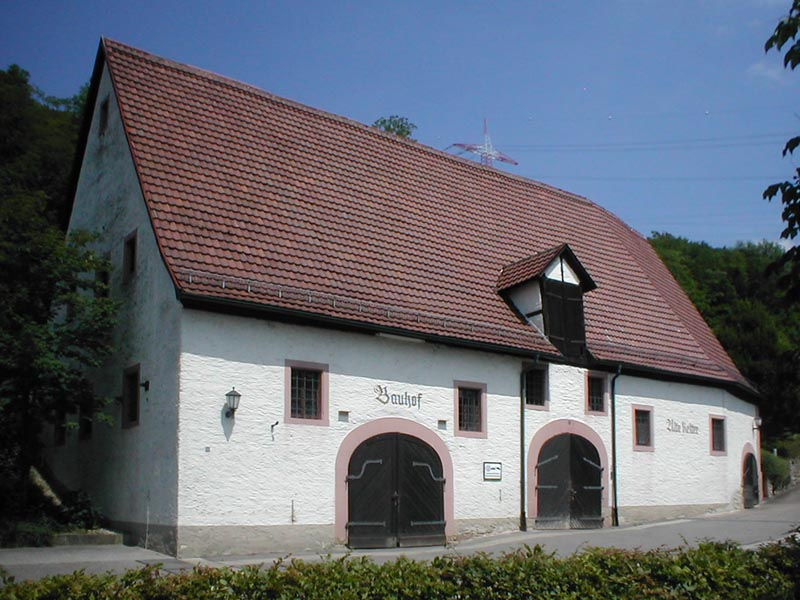
旧ブドウ搾り所
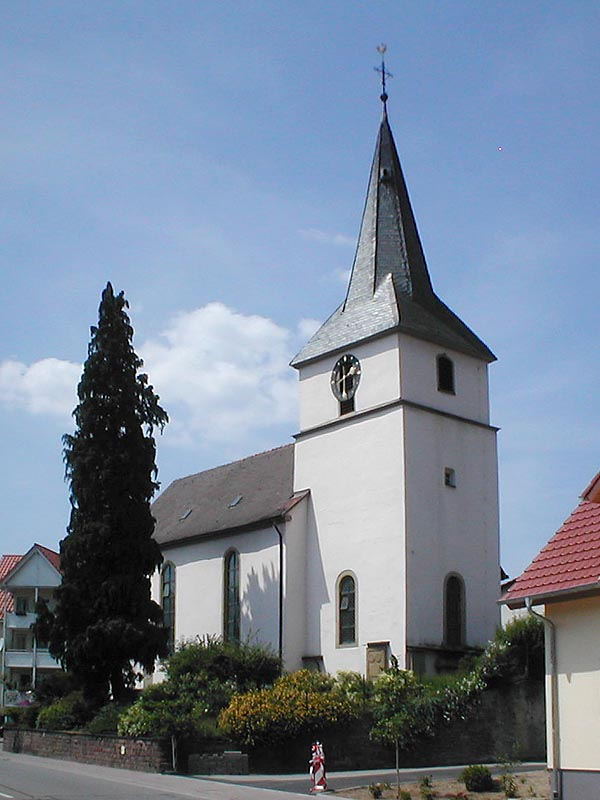
プロテスタント教会
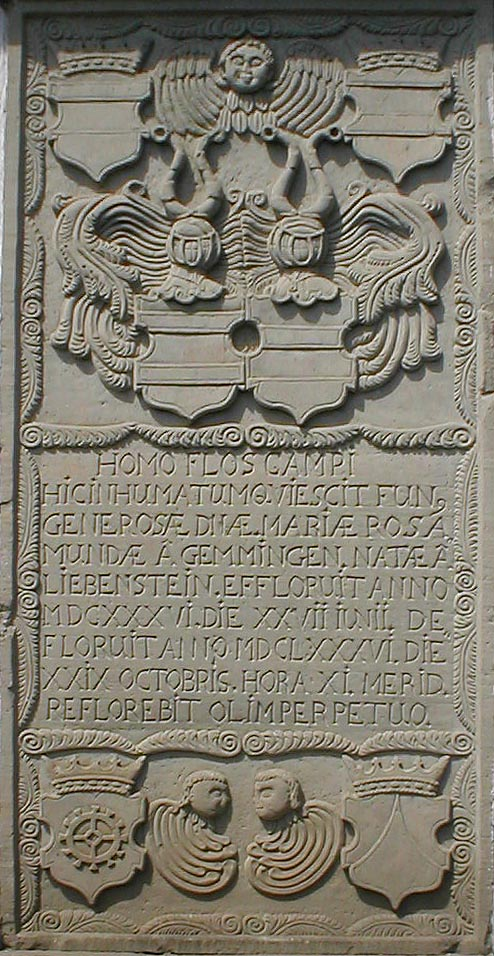
プロテスタント教会に保存されているゲンミンゲン家の墓碑
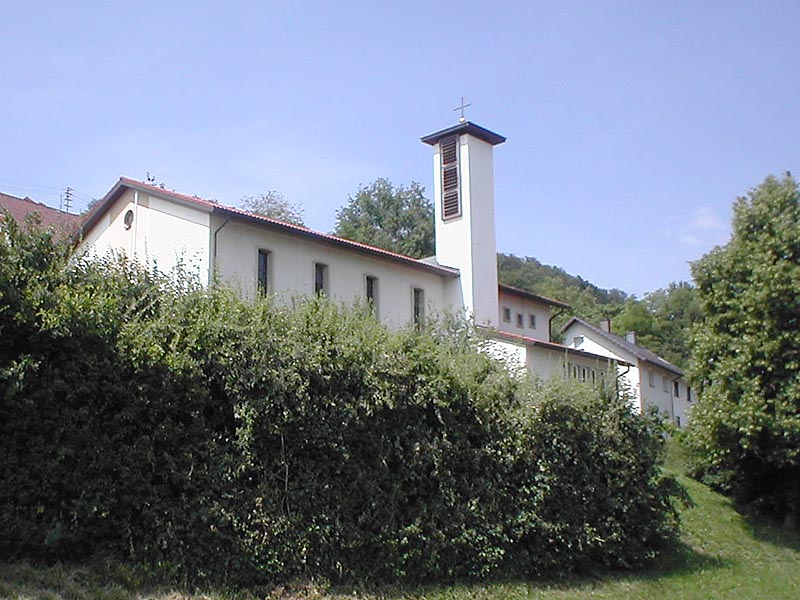
カトリック教会

### 博物館
- ホルンベルク城の博物館には、中世の武具や甲冑が展示されている。

### 美術工芸
ネッカーツィンメルンの含鉛クリスタルガラスは地域全域で知られている。工房では、ガラス吹き職人やガラスカット職人の仕事を間近に見学することができる。

## 引用
1. ↑  Statistisches Landesamt Baden-Württemberg – Bevölkerung nach Nationalität und Geschlecht am 31. Dezember 2023 (CSV-Datei)
2. ↑  Hans Jänischen: Dorf und Zimmern am oberen Neckar. Allemanisches Jahrbuch 1954, 1938 S. 150-161